# Piz Nuna
Il Piz Nuna (3.124 m s.l.m.) è una montagna delle Alpi della Val Müstair nelle Alpi Retiche occidentali nel Canton Grigioni.

## Descrizione
La montagna è collocata a nord-est di Zernez. Il versante nord è coperto di un piccolo ghiacciaio.